# Prosopis caldenia
Espèce
Classification APG III (2009)
Statut de conservation UICN

 DD  : Données insuffisantes
Prosopis caldenia, ou caldén, est une espèce de plantes à fleurs dicotylédones de la famille des Mimosaceae selon la classification classique, ou de celle des Fabaceae selon la classification phylogénétique. C'est un arbre originaire d'Amérique du Sud.
L'arbre pousse dans le centre de l'Argentine, dans l'écorégion de la Pampa. Il est épineux et prospère dans les régions de climat tempéré sec de l'Argentine, sur des sols sableux et arides. Il résiste aux sécheresses, développant un système radiculaire extrêmement profond.
Son bois est dur, dense et résistant. Son fruit est comestible, avec une concentration modérée de sucre. De même que les algarrobos qui lui sont apparentés (genre prosopis), on peut l'utiliser pour l'alimentation du bétail.

## Géographie
Les caldéns (en espagnol : caldenes) forment des bois appelés caldenals. Ceux-ci s'étendent en suivant plus ou moins la zone située entre les isohyètes 550 mm/an (à l'est) et 450 mm/an (à l'ouest), c'est-à-dire : une diagonale qui court depuis le sud-est de la province de San Luis ("Montes del Bagual") et le sud-ouest de la province de Córdoba ("Montes del Cuero"), traverse le centre de la province de La Pampa et aboutit à l'extrême sud-ouest de la province de Buenos Aires. Dans cette zone, le nom autochtone du caldén est huitru.

## Forêts de caldéns
- La réserve naturelle Parque Luro, à 35 km de Santa Rosa, la capitale provinciale de la province de La Pampa, est une des plus grandes réserves naturelles de caldéns au monde, avec des lagunes, avec la flore et la faune de la forêt de type pampéen.
- La réserve provinciale du Caldén au sud-ouest de la province de Córdoba (près de Villa Huidobro)
- La réserve du Caldenal Puntano à l'extrême sud-est de la province de San Luis.
- Dans la province de La Pampa existe - jouxtant le parc national Lihué Calel - une autre importante forêt de caldéns.